# 王一书
王一书（1978年4月—），女，汉族，吉林蛟河人，中华人民共和国政治人物。现任北京小汤山医院综合内科副主任，副主任医师。第十四届全国政协委员。